# آتش تقی‌پور
آتش تقی‌پور (زاده ۱۵ فروردین ۱۳۲۴ در شهرستان خوی) بازیگر تئاتر، سینما و تلویزیون ایرانی است.

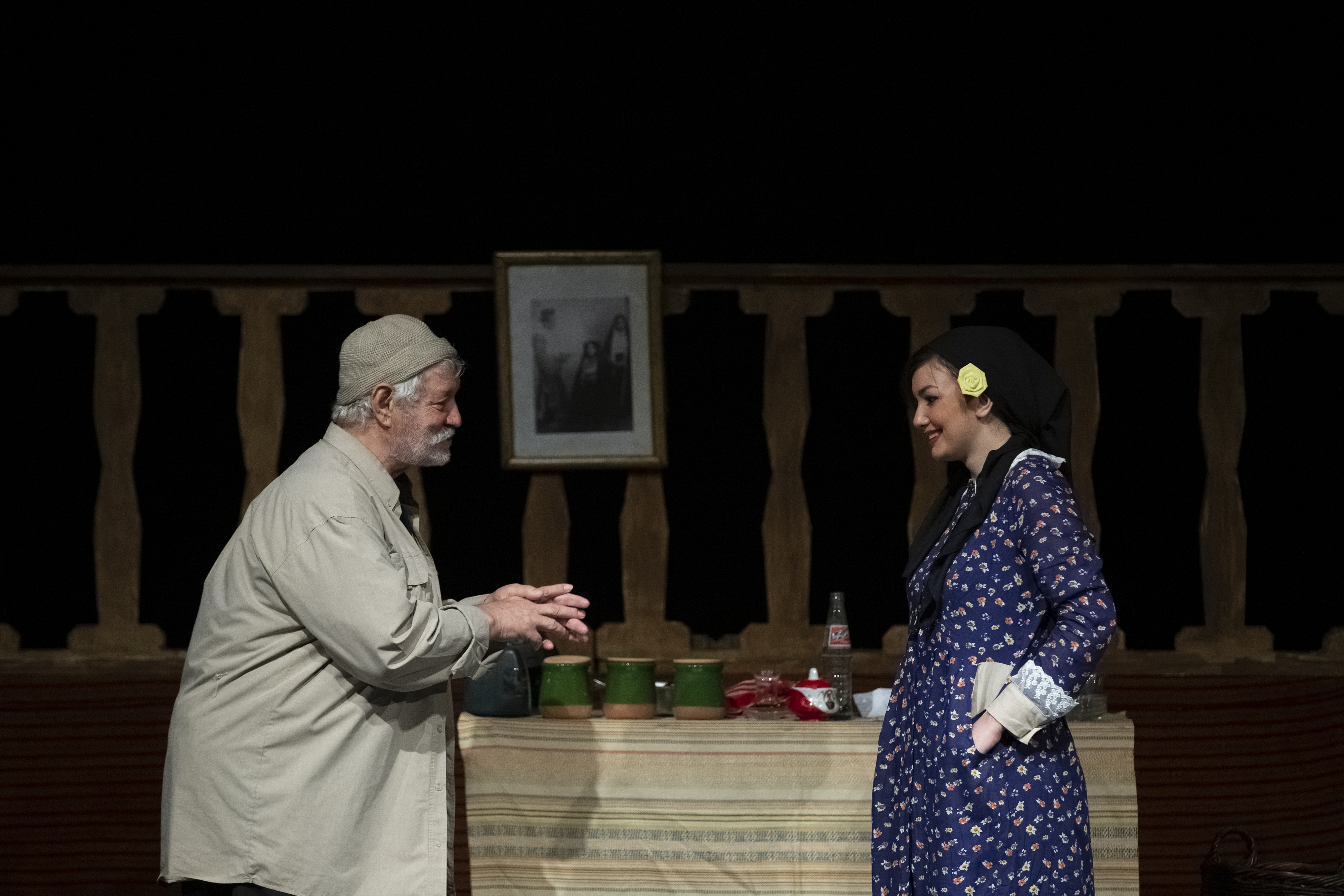
آتش تقی پور در یک تئاتر با نام «گلدونه خانم» به نویسندگی و کارگردانی النا آهی در سالن محراب شهر تهران

## زندگی
تقی‌پور زاده ۱۵ فروردین ۱۳۲۴ است.وی دیپلم ادبی را در ارومیه گرفت و در سال ۱۳۴۵ وارد دانشکدهٔ هنرهای دراماتیک شد. در سال ۱۳۴۹ در رشتهٔ بازیگری و کارگردانی دانش‌آموخته شد و به عنوان بازیگر با کارگاه نمایش در چندین اجرا همکاری کرد. اولین کار حرفه‌ای او بازی در نمایش حکومت زمانخان به کارگردانی رکن الدین خسروی بود که در سال ۱۳۴۶–۱۳۴۵ در تالار سنگلج به اجرا درآمد.

## کارنامه هنری

### سینما
1. ویلای موروثی (۱۴۰۳، نیما هاشمی)
2. کلبه چوبی (۱۴۰۲، مصطفی آزاد)
3. صحنه‌زنی (۱۳۹۹، علیرضا صمدی)
4. آتابای (۱۳۹۸، نیکی کریمی)
5. خروج (۱۳۹۸، ابراهیم حاتمی کیا)
6. شین (۱۳۹۷، میثم کزازی)
7. دم‌سرخ‌ها (۱۳۹۶، آرش معیریان)
8. ترومای سرخ (۱۳۹۵، اسماعیل مهین دوست)
9. روزگاری عشق و خیانت (۱۳۹۲، داوود بیدل)
10. زبان مادری (۱۳۸۹، قربان محمدپور)
11. مهتاب روی سکو (۱۳۸۹، فیما امامی)
12. عروسک (۱۳۸۸، ابراهیم وحیدزاده)
13. چشمک (۱۳۸۷، جهانگیر جهانگیری)
14. شب واقعه (۱۳۸۷، شهرام اسدی)
15. ارتفاع ۶/۴۵ (۱۳۸۵، سیامک شایقی)
16. نیما یوشیج (۱۳۸۵، نادر کجوری)
17. دم صبح (۱۳۸۴، حمید رحمانیان)
18. زیر درخت هلو (۱۳۸۴، ایرج طهماسب)
19. تارزن و تارزان (۱۳۸۰، علی عبدالعلی زاده)
20. جان‌سخت (۱۳۷۶، علی اکبر ثقفی)
21. فرار بزرگ (۱۳۷۶، ناصر محمدی)
22. ماه و خورشید (۱۳۷۴، محمدحسین حقیقی)
23. جاده عشق (۱۳۷۲، رجب محمدین)
24. زینت (۱۳۷۲، ابراهیم مختاری)
25. دایان باخ (۱۳۷۱، فرهاد پوراعظم)
26. مستاجر (۱۳۷۱، رحیم رحیمی پور)
27. جیب‌برها به بهشت نمی‌روند (۱۳۷۰، ابوالحسن داوودی)
28. دیدار در استانبول (۱۳۷۰، افشین شرکت)
29. مخترع ۲۰۰۱ (۱۳۷۰، امیر توسل)
30. مسافران (۱۳۷۰، بهرام بیضایی)
31. عروس حلبچه (۱۳۶۹، حسن کاربخش)
32. صنوبرهای سوزان (۱۳۶۸، عباس شیخ بابایی)
33. فانی (۱۳۶۸، افشین شرکت)
34. شاخه‌های بید (۱۳۶۷، امرالله احمدجو)
35. طلسم (۱۳۶۵، داریوش فرهنگ)
36. حماسه دره شیلر (۱۳۶۵، احمد حسنی مقدم)
37. زیر باران (۱۳۶۳، سیف‌الله داد)
38. شب مکافات (۱۳۶۳، فرامرز باصری)
39. طائل (۱۳۶۳، محمد عقیلی)

### تلویزیون
| سال       | نام                            | سمت          | کارگردان                   | توضیحات                                                                  |
| --------- | ------------------------------ | ------------ | -------------------------- | ------------------------------------------------------------------------ |
| ۱۴۰۲      | چرخ گردون                      | بازیگر       | جواد مزدآبادی              | شبکه دو                                                                  |
| ۱۴۰۰      | خودخواسته                      | بازیگر       | علیرضا بذرافشان            | شبکه ۱                                                                   |
| ۱۴۰۰      | موج اول                        | بازیگر       | سیدامیرسجاد حسینی          | شبکه ۳                                                                   |
| ۱۳۹۹      | دخترم نرگس                     | بازیگر       | باقر پیران                 | شبکه ۱                                                                   |
| ۱۳۹۸      | از سرنوشت ۲                    | بازیگر       | علیرضا بذرافشان            | شبکه ۲                                                                   |
| ۱۳۹۸      | ستایش ۳                        | بازیگر       | سعید سلطانی                | شبکه ۳                                                                   |
| ۱۳۹۵      | قصه های پهلوان                 | بازیگر       | سعید حران اف               | شبکه آفتاب                                                               |
| ۱۳۹۴–۱۳۹۵ | معمای شاه                      | بازیگر       | محمدرضا ورزی               | شبکه ۱                                                                   |
| ۱۳۹۳      | آخرین بازی                     | بازیگر       | حسین سهیلی‌زاده             | شبکه ۵                                                                   |
| ۱۳۹۲      | بی‌قرار                         | بازیگر       | فلورا سام                  | شبکه ۲                                                                   |
| ۱۳۹۲–۱۳۹۳ | نیلی‌تر از مهتاب                | بازیگر       | محسن یوسفی                 | شبکه ۳                                                                   |
| ۱۳۹۱–۱۳۹۳ | جلال‌الدین                      | بازیگر       | شهرام اسدی آرش معیریان     | پخش از دی ماه ۱۳۹۳ در شبکه ۱                                             |
| ۱۳۹۲      | تله‌فیلم «سایه‌های روشن»         | بازیگر       | رضا عباس‌پور                |                                                                          |
| ۱۳۹۲      | تله فیلم «سال‌تحویل»            | بازیگر       | حسین قناعت                 | روز ۲۹ اسفندماه از شبکه ۳ پخش شد.                                        |
| ۱۳۹۲      | تله‌فیلم «ماه مینا»             | بازیگر       | امید نیاز                  |                                                                          |
| ۱۳۹۲      | تله‌فیلم «بوی باران»            | بازیگر       | حسین تبریزی                | شبکه ۲                                                                   |
| ۱۳۹۱–۱۳۹۲ | تله‌فیلم «یاور»                 | بازیگر       | علی شاه‌حاتمی               | پخش در نوروز ۱۳۹۲ از شبکه ۱                                              |
| ۱۳۹۱      | تله‌فیلم «نغمهٔ نوروز»           | بازیگر       | سیدمحسن یوسفی              | شبکه ۳                                                                   |
| ۱۳۹۱      | تله‌فیلم «لباسی برای خدمت»      | بازیگر       | هادی شریعتی                | شبکه ۲                                                                   |
| ۱۳۹۱      | تله‌فیلم «سوار در غبار»         | بازیگر       | حسین تبریزی                | محصول سیمای مرکز زنجان (شبکه اشراق)                                      |
| ۱۳۹۱      | تله‌فیلم «شوق خواندن»           | بازیگر       | داود موثقی                 | شبکه قرآن و معارف                                                        |
| ۱۳۹۱      | ستایش۲                         | بازیگر       | سعید سلطانی                | شبکه ۳                                                                   |
| ۱۳۹۱      | پشت کوه‌های بلند                | بازیگر       | امرالله احمدجو             | شبکه۳                                                                    |
| ۱۳۹۰      | تله‌فیلم «یک خاطره»             | بازیگر       | مهرداد ژامک                |                                                                          |
| ۱۳۹۰      | تله‌فیلم «مرا بشناس»            | بازیگر       | عبدالرضا گنجی              |                                                                          |
| ۱۳۸۹      | بیزیم آپارتمان                 | بازیگر       | بهمن داشتیموری             | محصول سیمای مرکز اردبیل                                                  |
| ۱۳۸۹      | تله‌فیلم «پاقدم»                | بازیگر       | نصرت‌الله قاضی              |                                                                          |
| ۱۳۸۹      | تله‌فیلم «سایهٔ پدر»             | بازیگر       | بیژن شیرمرز                | شبکه ۲                                                                   |
| ۱۳۸۹      | تله‌فیلم «مهتاب روی سکو»        | بازیگر       | فیما امامی                 | شبکه ۱                                                                   |
| ۱۳۸۸–۱۳۸۹ | تله‌فیلم «نقطه آخر»             | بازیگر       | بیژن شیرمرز                | در نوروز ۱۳۸۹ از شبکه قرآن پخش شد.                                       |
| ۱۳۸۸      | تله‌فیلم «ریسمان سبز»           | بازیگر       | علیرضا امینی               | شبکه ۳                                                                   |
| ۱۳۸۸      | تله‌فیلم «گنج خانه سفید»        | بازیگر       | شاهد احمدلو                |                                                                          |
| ۱۳۸۸      | تله‌فیلم «مهمان حبیب خداست»     | بازیگر       | حسین قاسمی جامی            | در نقش «آقای جنتی»                                                       |
| ۱۳۸۸      | تله‌فیلم «برگ و باد»            | بازیگر       | ایلیا منفرد                | شبکه ۳                                                                   |
| ۱۳۸۸      | میز                            | بازیگر       | علی حسن‌زاده                | محصول سیمای مرکز اردبیل                                                  |
| ۱۳۸۲–۱۳۸۸ | شیخ بهایی                      | بازیگر       | شهرام اسدی                 | شبکه ۲                                                                   |
| ۱۳۸۷      | تله‌فیلم «این یک تصادف نیست»    | بازیگر       | بیژن شیرمرز                | شبکه ۳                                                                   |
| ۱۳۸۷      | تله‌فیلم «بچه‌های کوچه دوازدهم»  | بازیگر       | شاپور قریب                 | شبکه ۱                                                                   |
| ۱۳۸۷      | دیدار                          | بازیگر       | سیدجواد هاشمی              | شبکه ۳                                                                   |
| ۱۳۸۶–۱۳۸۷ | سرنوشت                         | بازیگر       | محمدرضا زهتابی             | شبکه ۱                                                                   |
| ۱۳۸۷–۱۳۸۶ | پاتوق                          | بازیگر مهمان | شاهین باباپور              | شبکه ۱                                                                   |
| ۱۳۸۵–۱۳۸۶ | سال‌های برف و بنفشه             | بازیگر       | سعید سلطانی                | شبکه ۳                                                                   |
| ۱۳۸۵–۱۳۸۶ | قاب‌های خالی                    | بازیگر       | مرتضی احمدی هرندی          | شبکه ۲                                                                   |
| ۱۳۸۶      | تله‌فیلم «ابر می‌بارد، باران نه» | بازیگر       | محمدرضا آهنج               | شبکه ۲                                                                   |
| ۱۳۸۴–۱۳۸۵ | من و پوتی (سری دوم)            | بازیگر       | بهرنگ توفیقی               | شبکه ۲                                                                   |
| ۱۳۸۳–۱۳۸۴ | دورنا                          | بازیگر       | علی حسن‌زاده                | محصول سیمای مرکز زنجان (شبکه اشراق)                                      |
| ۱۳۸۳      | سایه آفتاب                     | بازیگر       | محمدرضا آهنج               |                                                                          |
| ۱۳۸۳      | آپارتمان ۱۱۰                   | بازیگر       | بهروز طاهری                | در سال ۱۳۸۶، در ۵۲ قسمت از شبکه ۱ پخش شد.                                |
| ۱۳۸۳      | بابای خجالتی                   | بازیگر       | شاپور قریب                 |                                                                          |
| ۱۳۸۲      | شهر باران                      | بازیگر       | سید جواد هاشمی             | شبکه ۵                                                                   |
| ۱۳۸۲      | خانه‌ای در تاریکی               | بازیگر       | سعید سلطانی                | شبکه ۳                                                                   |
| ۱۳۸۱–۱۳۷۷ | تفنگ سرپر                      | بازیگر       | امرالله احمدجو             | شبکه ۱                                                                   |
| ۱۳۸۰      | شب دهم                         | بازیگر       | حسن فتحی                   | شبکه ۱                                                                   |
| ۱۳۸۱      | آبی مثل دریا                   | بازیگر       | ابوالقاسم معارفی           | شبکه ۵                                                                   |
| ۱۳۷۹      | آبدارشاه                       | بازیگر       | رحیم رحیمی‌پور              | شبکه ۲                                                                   |
| ۱۳۷۹      | مسافر                          | بازیگر       | سیروس مقدم                 | شبکه تهران                                                               |
| ۱۳۷۸      | قوهای سپید                     | بازیگر       | داریوش جهانگیری            | در نیمه دوم دههٔ ۷۰ از برنامهٔ «سیمای خانواده» پخش می‌شد.                   |
| ۱۳۷۷      | روزگار وصل                     | بازیگر       | غلامرضا صیامی‌زاده          | بخش آذری‌زبان شبکه جهانی سحر                                              |
| ۱۳۷۶      | گالری ۹                        | بازیگر       | غلامرضا رمضانی             | شبکه ۵                                                                   |
| ۱۳۷۵      | چشم دل                         | بازیگر       | رامین گودرزی‌نژاد           | شبکه ۱                                                                   |
| ۱۳۷۵–۱۳۷۴ | فروشگاه                        | بازیگر       | احمد بهبهانی               | شبکه ۳                                                                   |
| ۱۳۷۴      | مرد قانون                      | بازیگر       | جهانگیر جهانگیری           | شبکه ۱                                                                   |
| ۱۳۷۴      | آرزوی پردردسر                  | بازیگر       | محمود جعفری                |                                                                          |
| ۱۳۷۴      | پهلوانان نمی‌میرند              | بازیگر       | حسن فتحی                   |                                                                          |
| ۱۳۷۴      | یونیسف: روز جهانی کودک         | بازیگر       | جلال فاطمی                 | نویسنده: «فرهاد توحیدی» از برنامه کودک شبکه ۱ پخش شد.                    |
| ۱۳۷۵–۱۳۷۳ | تنهاترین سردار                 | بازیگر       | مهدی فخیم‌زاده              |                                                                          |
| ۱۳۷۳–۱۳۷۴ | نگاهی دیگر                     | بازیگر       | حسین مختاری                | یک مجموعهٔ ۱۰ قسمتی که نسخهٔ سینمایی‌اش در اردیبهشت ۷۴ در سینماها اکران شد. |
| ۱۳۷۴–۱۳۷۳ | تعطیلات خوش بگذره              | بازیگر       | سید جواد رضویان            |                                                                          |
| ۱۳۷۳      | عاطفه                          | بازیگر       | حسن فتحی                   | شبکه ۲                                                                   |
| ۱۳۷۳–۱۳۷۲ | فاصله                          | بازیگر       | مجتبی یاسینی               | شبکه ۲                                                                   |
| ۱۳۷۲      | میثاق خون                      | بازیگر       | حسین مختاری                | شبکه ۱                                                                   |
| ۱۳۷۱      | تابستانی سرشار از محبت         | بازیگر       | عباس رنجبر                 |                                                                          |
| ۱۳۷۱      | آخرین ایستگاه                  | بازیگر       | حسین پهلوان‌نشان مصطفی راور | در دهه فجر ۱۳۷۱ از برنامه کودک و نوجوان شبکه ۱ پخش شد.                   |
| ۱۳۷۰      | تله‌تئاتر «مدالی برای ویلی»     | بازیگر       | جاوید مهتدی                | شبکه ۲ کارگردان تلویزیونی: «شیرین جاهد» نویسنده: «ویلیام برَنچ»           |
| ۱۳۷۰–۱۳۷۱ | روزی روزگاری                   | بازیگر       | امرالله احمدجو             | در نقش قزاق پخش از شبکه ۱                                                |
| ۱۳۶۹      | کالی                           | بازیگر       | حسن کاربخش                 | نسخهٔ سینمایی این سریال با نامِ «عروس حلبچه» ، از سینماها پخش شد.          |
| ۱۳۶۴–۱۳۶۵ | سایهٔ همسایه                    | بازیگر       | اسماعیل خلج                | شبکه ۲                                                                   |
| ۱۳۶۴      | جُنگی برای فردا                 | بازیگر       | مجید مظفری                 | در ۱۴ قسمت از شبکه ۱ پخش شد.                                             |
| ۱۳۶۳      | سربداران                       | بازیگر       | محمدعلی نجفی               | شبکه ۱                                                                   |
| ۱۳۶۳–۱۳۶۲ | عالیجناب ببری، طوفان عظیم جنگل | بازیگر       | اسماعیل پوررضا             | کارگردان تلویزیونی: «مسعود رسام» پخش در ۱۲ فروردین ۱۳۶۳ از شبکه ۲        |
| ۱۳۶۲      | ماه پنهان است                  | بازیگر       | خسرو شایسته                | شبکه ۱                                                                   |

### شبکه نمایش خانگی
| سال  | نام             | سمت    | کارگردان      | توضیحات                 |
| ---- | --------------- | ------ | ------------- | ----------------------- |
| ۱۴۰۳ | داریوش          | بازیگر | هادی حجازی فر |                         |
| ۱۴۰۱ | دیو و ماه‌پیشونی | بازیگر | حسین قناعت    | پخش در شبکه نمایش خانگی |
| ۱۳۹۳ | ارثیهٔ پرماجرا   | بازیگر | رسول محمدی    | پخش در شبکه خانگی       |
| ۱۳۹۲ | لعنتی خنده‌آور   | بازیگر | بیژن شیرمرز   | پخش در شبکه خانگی       |